# لوكهيد إي سي-121 وارنينغ ستار
لوكهيد إي سي-121 وارنينغ ستار (EC-121 نجمة التحذير) هي طائرة سيطرة وانذار مبكر ورادار محمول جوا بنيت لسلاحي الجو والبحرية الأميركيتين.
وهي نسخة عسكرية من طائرة لوكهيد إل-1049 سوبر كونستيلايشن التي كانت مصممة لتكون بمثابة نظام الإنذار المبكر المحمول جوا لمساندة خط الإنذار المبكر، وذلك باستخدام قبتين ضخمتين واحدة فوق جسم الطائرة وأخرى تحتها. كما تستخدم بعض طائرات أي سي-121 في جمع المعلومات الاستخبارية (استخبارات الإشارات).
دخلت الخدمة عام 1954 وتقاعدت من الخدمة في عام 1978، على الرغم من أن طراز إي دبليو معدل ظل في الخدمة مع البحرية الأمريكية حتى عام 1982.

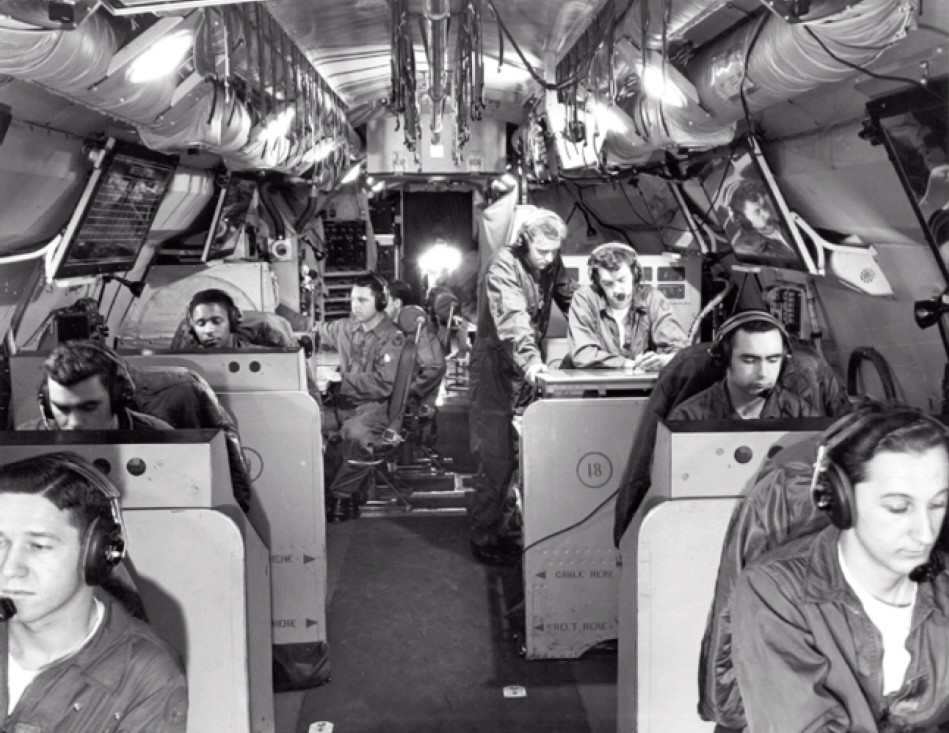
الرادار المشغلين في القوات الجوية الأمريكية EC-121D/T.

## المواصفات (WV-2/EC-121D)

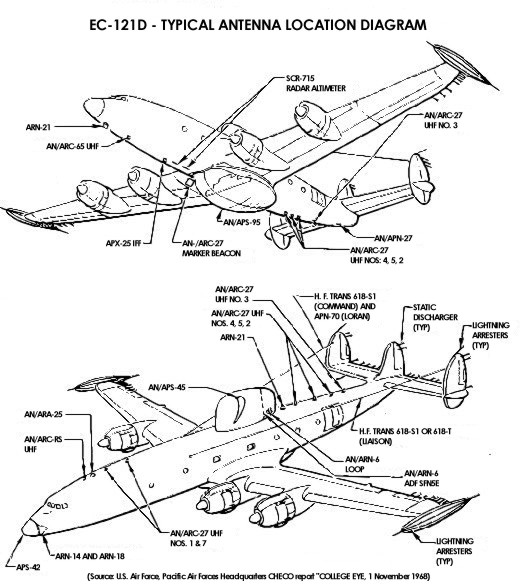
EC-121D هوائي موقع رسم بياني.

البيانات من 
الخصائص العامة
- الطاقم: typically six flight crew, 11–25 radar crew
- الطول: 116 ft 2 in (35.40 m)
- باع الجناح: 126 ft 2 in (38.45 m)
- الارتفاع: 24 ft 9 in (7.54 m)
- مساحة الجناح : 1,650 ft² (153.27 m²)
- الوزن فارغة: 69,210 lb (31,387 kg)
- وزن الإقلاع الأقصى: 143,000 lb (65,000 kg)
- محرك الطائرة: 4 × رايت آر-3350 دوبلكس سيكلون 18-cylinder شاحن توربيني فائق محرك شعاعيs, 3,400 hp (2,536 kW)  الواحد

الأداء
- السرعة القصوى: 299 mph (260 kn, 481 km/h)
- سرعة العبور: 255 mph (222 kn, 410 km/h)
- مدى (طائرة): 4,250 mi (3,700 nmi, 6,843 km)
- سقف الخدمة: 25,000 ft (7,620 m)
- معدل الصعود: 960 ft/min (4.87 m/s)

## وصلات خارجية
- لوكهيد EC-121D كوكبة – متحف القوات الجوية للولايات المتحدة
- الإنذار المبكر المحمول جوا موقع جمعية
- لاري ويستن EC-121R Batcat الموقع
- ويلي فيكتور (WV-2) صفحة
- نسخ من مجلة تايم المادة 25 أبريل ، 1969 ، EC-121 shootdown

1. 1 2  مذكور في: إحصائيات طيران البحرية الأميركية 1910-2010، المجلد 2. الصفحة: 33. تاريخ النشر: مارس 2017.
2. 1 2  مذكور في: إحصائيات طيران البحرية الأميركية 1910-2010، المجلد 2. الصفحة: 46. تاريخ النشر: مارس 2017.
3. 1 2 3 4 5 6 7 8  وصلة مرجع: https://www.history.navy.mil/content/history/museums/nnam/explore/collections/aircraft/e/ec-121-warning-star0.html.
4. ↑  وصلة مرجع: https://retireenews.org/2019/05/02/check-six-lockheed-nc-121k-warning-star/, , .
5. ↑  "Willy Victor Lockheed EC-121 Warning Star." willyvictor.com. Retrieved: 26 April 2007. [وصلة مكسورة] نسخة محفوظة 3 مارس 2016 على موقع واي باك مشين.